# 인스턴트 늪
《인스턴트 늪》(インスタント沼)은 2009년 5월 23일에 개봉된 일본 영화이다.
골동품 상점 〈전구상회〉를 무대로 펼쳐지는 코미디이며, 주연 아소 구미코는 후세 에리, 이와마쓰 료, 에구치 노리코는 《시효 경찰》에 함께 출연한 적이 있다.

## 줄거리
비과학적인 것은 일체 믿지 않는 잡지편집자 진초게 하나메는 담당하는 잡지가 휴간되자 회사를 그만둔다. 엄마는 무슨 생각인지 갓파를 찾으로 연못에 갔다가 빠져 혼수상태가 된다. 그 연못에서 발견된 엄마의 오래된 편지에서 자신의 출생의 비밀을 안 하나메는 친아버지일지도 모르는 행방불명된 남자 진초메 노부로를 찾기로 결정한다. 노부로는 수상한 골동품점 '전구 상회'를 하고 있으며, 가게에 놀러오는 펑크 청년 '가스'에게 '전구'라고 불린다. 노부로의 제멋대로인 성격에 질린 하나메, 그러나 그들과 만나고 골동품에 관심을 갖고 골동품 가게를 차린다.

## 출연진
- 아소 구미코 - 진초게 하나메(주인공)
- 가자마 모리오 - 진초게 노부로(전구)
- 가세 료 - 가스
- 아이다 쇼코 - 와카코
- 사사노 다카시 - 출판사부장
- 후세 에리 - 이치노세(프리 라이터)
- 시라이시 미호 - 타치바나 마도카
- 마쓰오카 슌스케 - 아마야 후타
- 누쿠미즈 요이치 - 샐러리맨
- 구도 간쿠로 - 형사
- 와타나베 데쓰 - 형사
- 무라마쓰 도시노부 - 재활용 업자
- 마쓰시게 유타카 - 재활용 업자
- 모리시타 요시유키 - 재활용 업자
- 쇼지 유스케 - 감식반
- 호리베 게이스케 - 카메라맨
- 에구치 노리코 - 스타일리스트
- 이와마쓰 료 - 사장
- 마쓰자카 게이코 - 진초메 (하나메의 엄마)

## 주제가
- YUKI 〈미스 예스터데이〉